# 国際マメ年

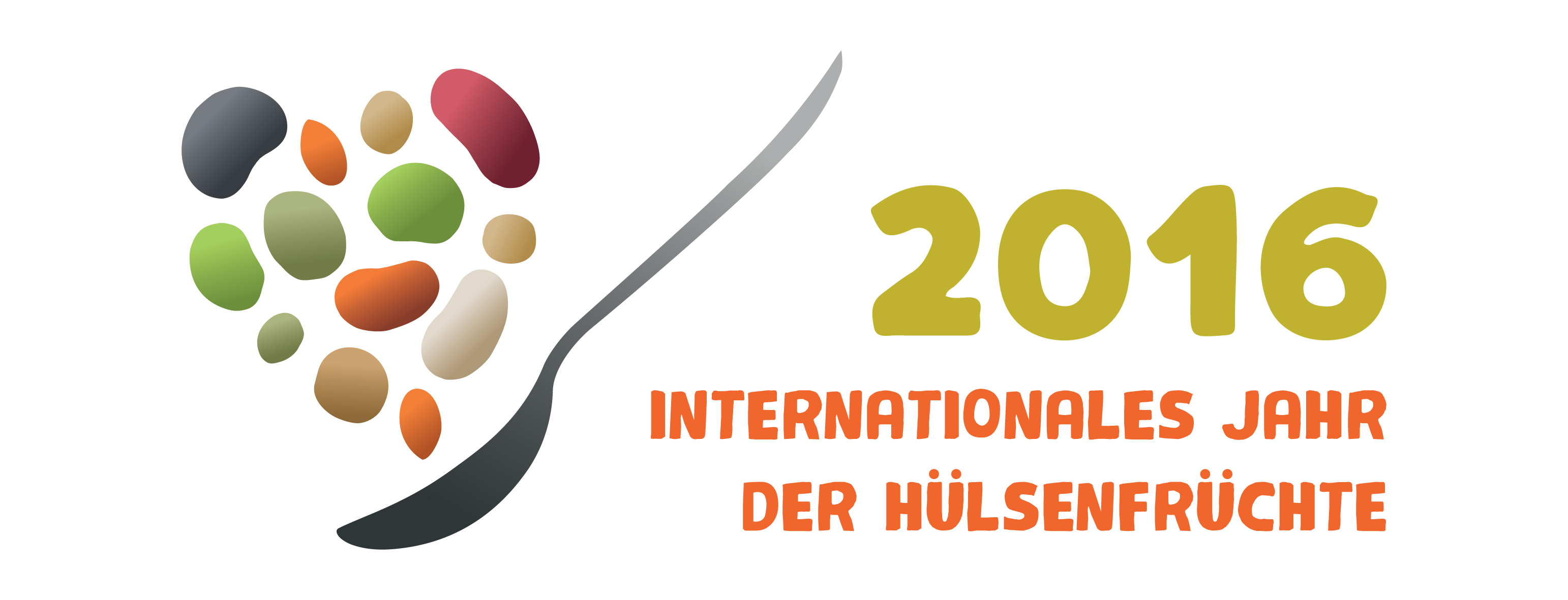
国際マメ年のロゴ。ドイツ語版。

国際マメ年 (英:International Year of. Pulses、略称:IYP 2016)は、国際年の一つ。2016年が指定されている。第68回国連総会において宣言された。この国際年は、マメの重要性への認識を高めるとともに、マメの消費量の減少に歯止めをかけるために定められた。国際年の目的を達成するために、期間中には国際的なシンポジウムなどの活動が行われる。

## 「マメ」の範囲
国際マメ年における「マメ」(pulses) とは小豆、インゲン豆、エンドウなどのことを指し、大豆や落花生は含まれない。これは、国際的には、大豆などは油糧作物とみなされ、食料としては利用されていないためである。また、乾燥した豆のみが対象となり、生のソラマメなどは野菜として扱われる。

## 制定の経緯
国際マメ年の制定は、国際豆類貿易産業連合 (CICILS)の働きかけによって行われた。2012年にCICILSが決議案を準備し、2013年には、トルコとパキスタンが国際連合食糧農業機関 (FAO)に制定を提案した。その後、トルコ・パキスタンに加えて、アルゼンチン・アゼルバイジャン・ドミニカ共和国・エチオピア・ニジェール・スリランカ・ウクライナといった国々が国連総会第2委員会に 改めて提案を行った。最終的に、同年12月20日に国連総会において採択が決定された。

## 目的
国際マメ年の目的は、以下の3点にあるとされる。
- マメの重要性を広く知らしめること
- 食料供給システムの改善のために、マメの利用を奨励すること
- マメ利用の課題を解決するための世界的な関係を構築すること

マメは栄養バランスにすぐれるとともに、持続可能な農業生産に貢献するというメリットがある。また、寒冷地や乾燥地でも栽培が可能であることも長所であると言える。
しかし、マメの重要性は広く知られているとはいえず、マメの消費量が世界的に減少傾向にある。そこで、こうした現状への対策として、国際マメ年は実施される。国際マメ年によってマメが広く活用されることで、世界的な人口問題・健康問題・食料安全保障問題の改善につながることが期待されている。

## 活動
上記の目的を達成するために、各種の国際的なシンポジウムが開催される。活動の財源は寄付によって賄われる。また、マメの消費量増加のために、マメ料理の新しいレシピを募集している。FAOが各種の関係者と協力することによって国際マメ年は実施されるが、活動の中心となるのはCICILSである。
2015年11月10日には、国際マメ年のキックオフ・イベントがローマで開催され、国連事務総長の潘基文とFAO事務局長のジョセ・グラジアノ・ダ・シルバがマメ類の重要性を強調した。また、2015年が指定されている国際土壌年との連携も図られている。

### 日本における取り組み
- 日本豆類協会による普及活動が行われている[4]。
- 国際農林業協働協会の発行する『国際農業協力』において「国際マメ年2016―地球上の動植物に恵みを与える作物―」と題した特集が組まれた[9]。
- 山形県川西町の農家によって、東京で豆に関する展示会が行われた[10]。
- 国際農林水産業研究センター (JIRCAS)の主催によって、12月2日に「豆のちから、再発見」と題した国際シンポジウムが開催された[11]。